# Александра Јефтановић
Александра Јефтановић (Љубљана, 29. октобар 1975) српска је телевизијска водитељка.

## Биографија
Александра је рођена у Љубљани 29. октобра 1975. године. Живела је у Шапцу, Новом Саду, Мадриду и Београду.
Била је на аудицији за водитеље на телевизији РТВ Пинк где је изабрана од 1.500 кандидата. Тада 1996. године започиње водитељску каријеру водећи емисију Сити, а затим и Сити клуб, Сав тај Пинк, Да пређемо на ти и друге. Највећу популарност стекла је водећи ријалити-шоу Фарма од 2009. године. Фотографисала се за часопис ФХМ 2008. године.
Била је ауторка и водитељка је емисије Пинк таргет која се емитовала на телевизији Пинк.
Средином 2020. године прелази на канал К1, где води дневну емисију Кец на једанаест са Бошком Јаковљевићем. Након три године напушта емисију Кец на једанаест.

## Емисије
- Сити
- Сити клуб
- Сав тај Пинк
- Пет до дванаест
- Да пређемо на ти
- Три пута да
- Двор
- Фарма
- Пинк таргет
- Кец на једанаест